# North American XB-70 Valkyrie
North American XB-70 Valkyrie var ett bombflygplan som utvecklades för det amerikanska försvaret. Den tekniska utvecklingen av både luftvärnsrobotar och interkontinentala ballistiska robotar gjorde dock flygplanstypen överflödig och projektet lades med tiden ner.
Man byggde två prototyper av flygplanet. En tredje prototyp började byggas men slutfördes aldrig
Den 8 juni 1966 var den andra prototypen inblandad i en kollision och kraschade. Två personer omkom.

## Museum
Det enda kvarvarande exemplaret kan beskådas på National Museum of the United States Air Force i Dayton, Ohio.

## Galleri

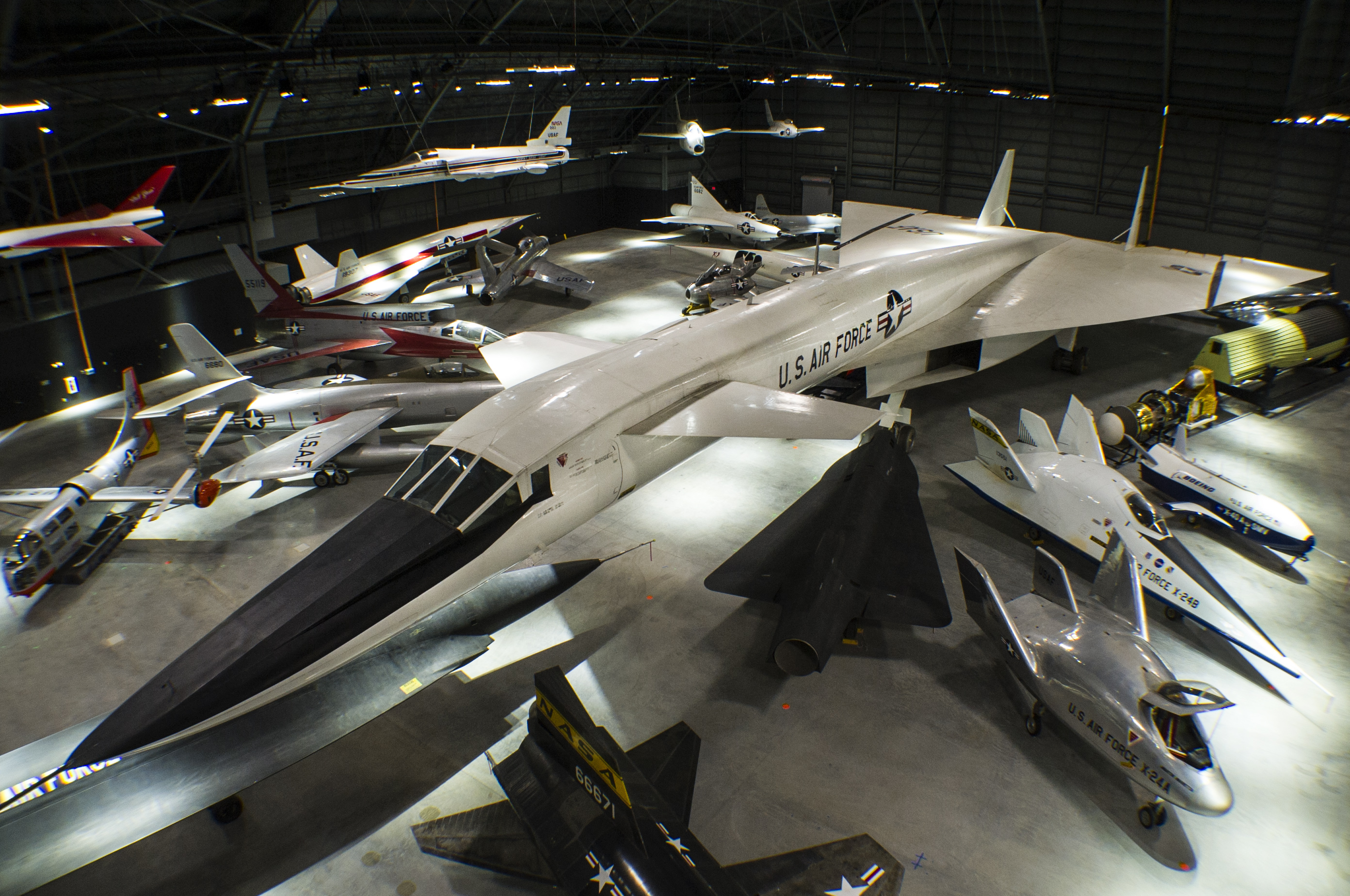
North American XB-70A Valkyrie på Wright-Patterson AFB flygmuseum.
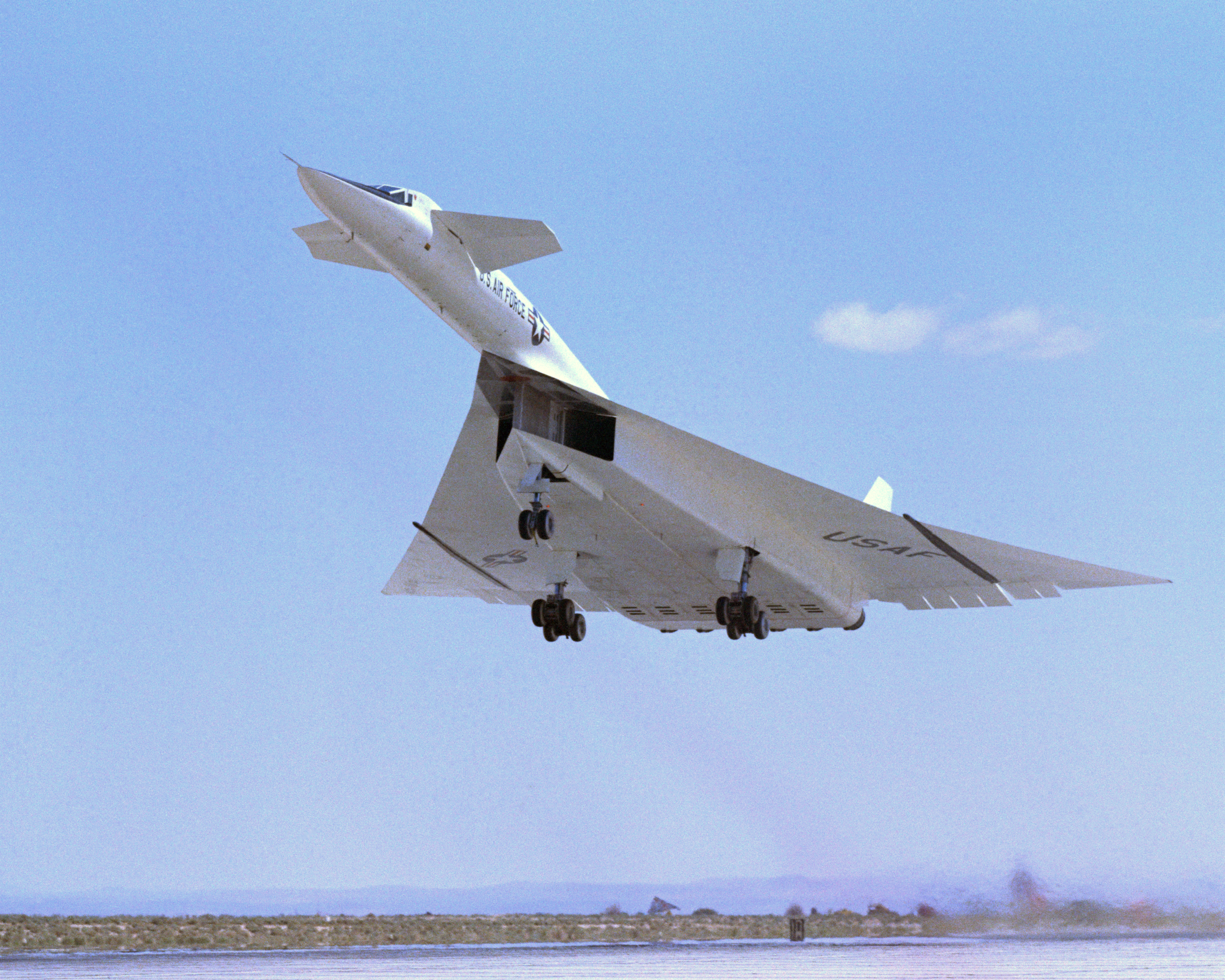
XB-70A Valkyrie i en start i augusti 1965.
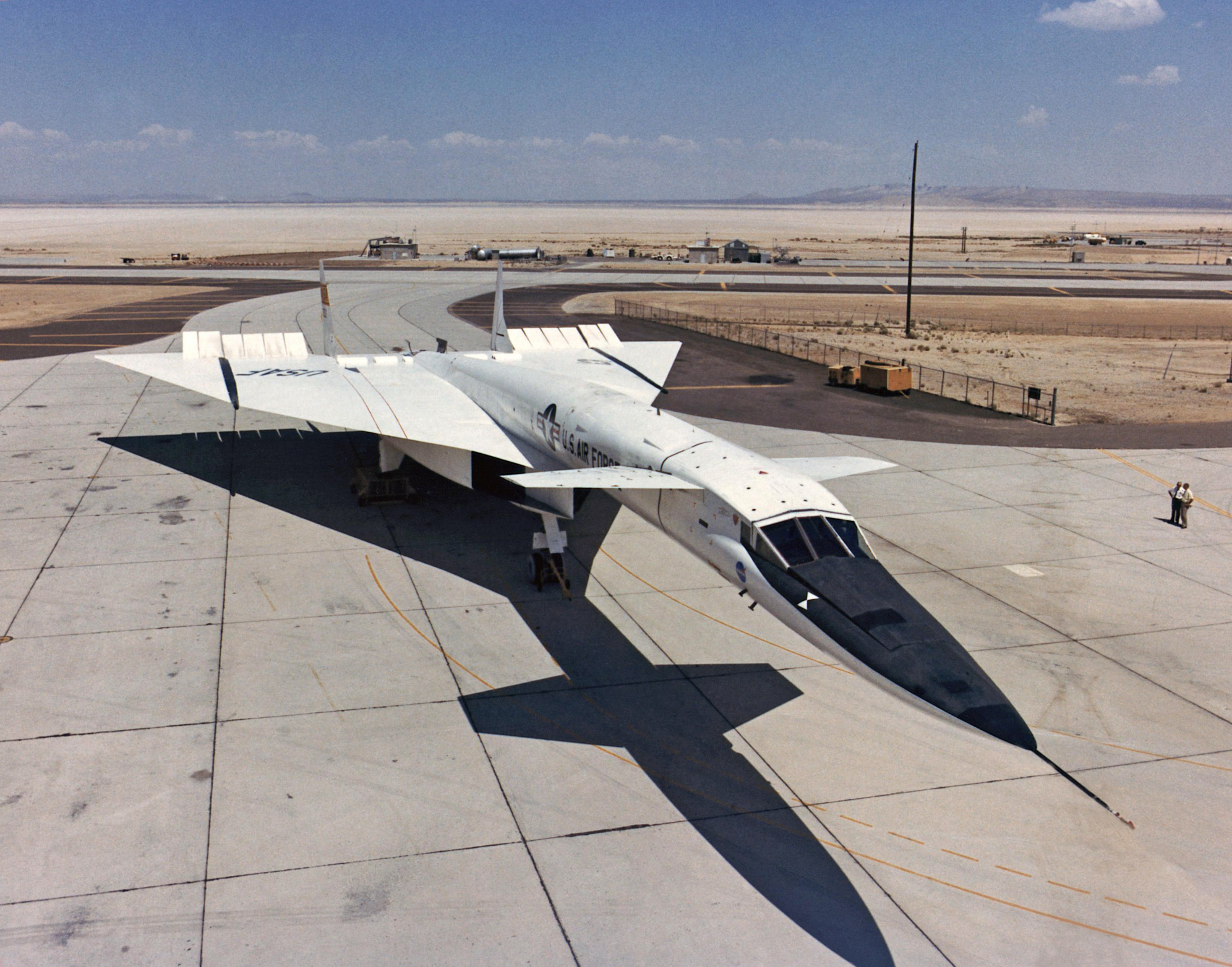
XB-70A på  Edwards Air Force Base 1967.
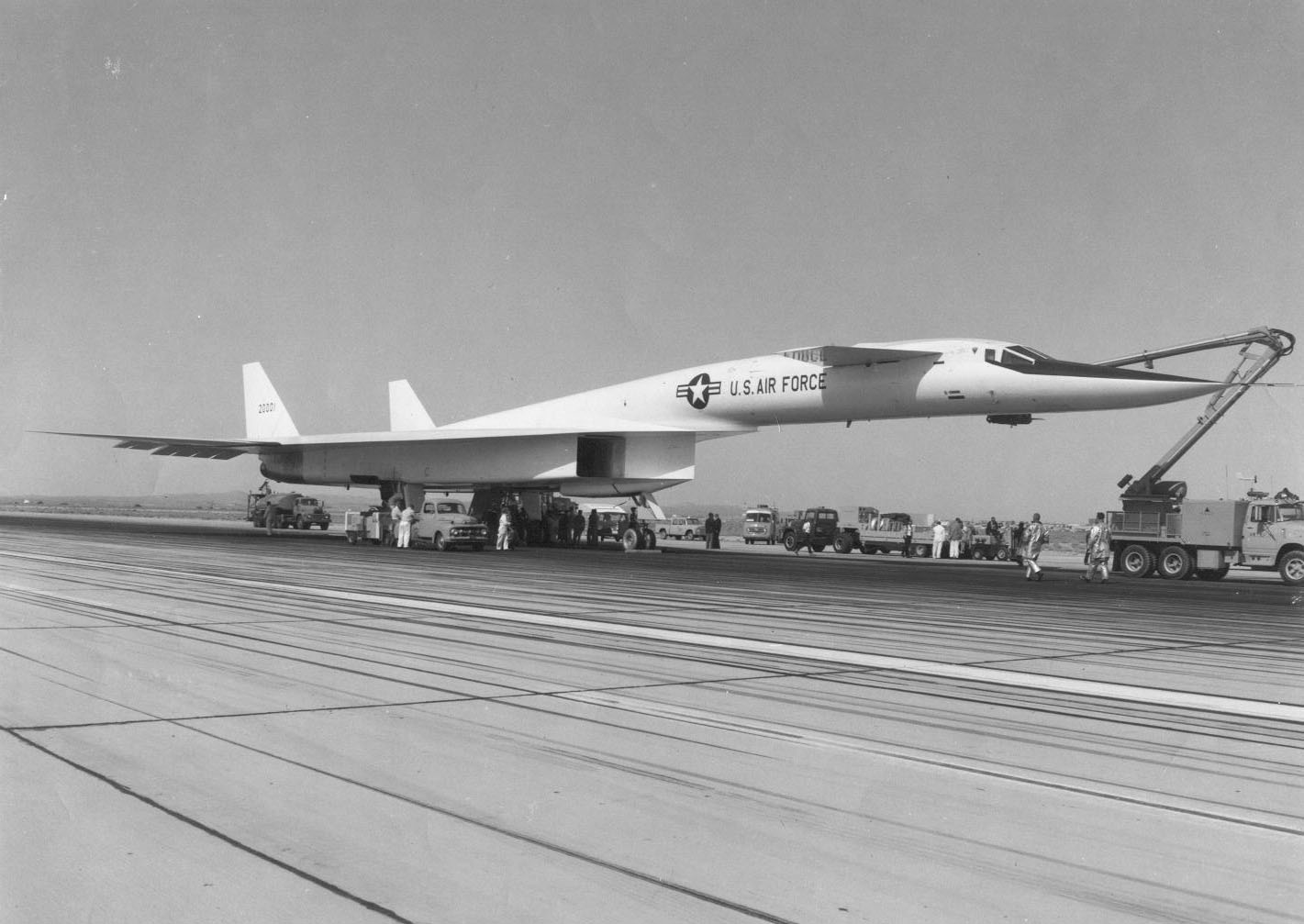
XB-70A första flygningen i september 1964.
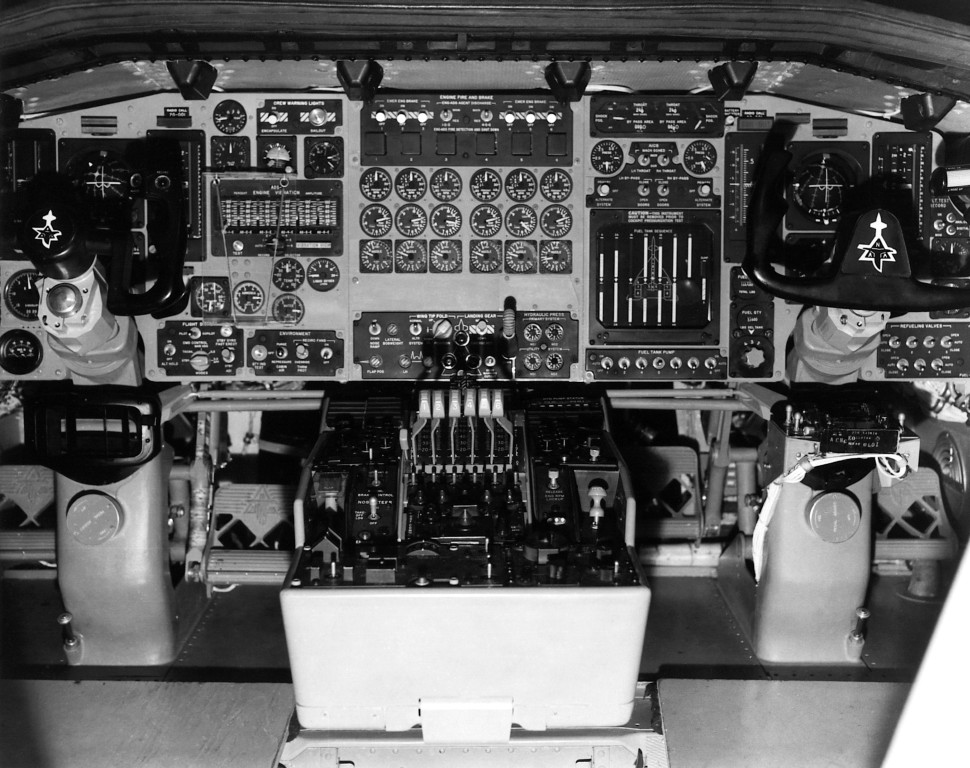
Cockpit.
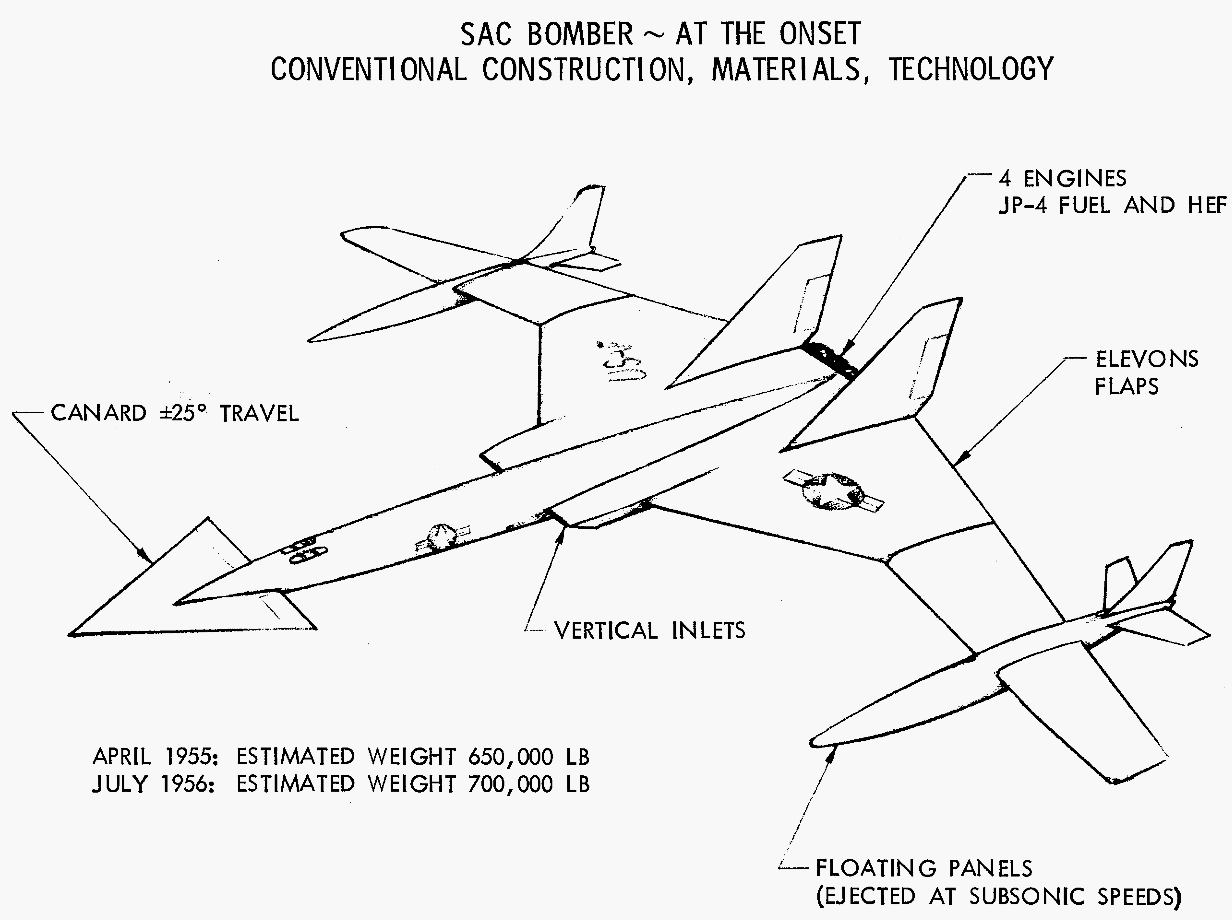
Första skissen till XB-70 från 50-talet.
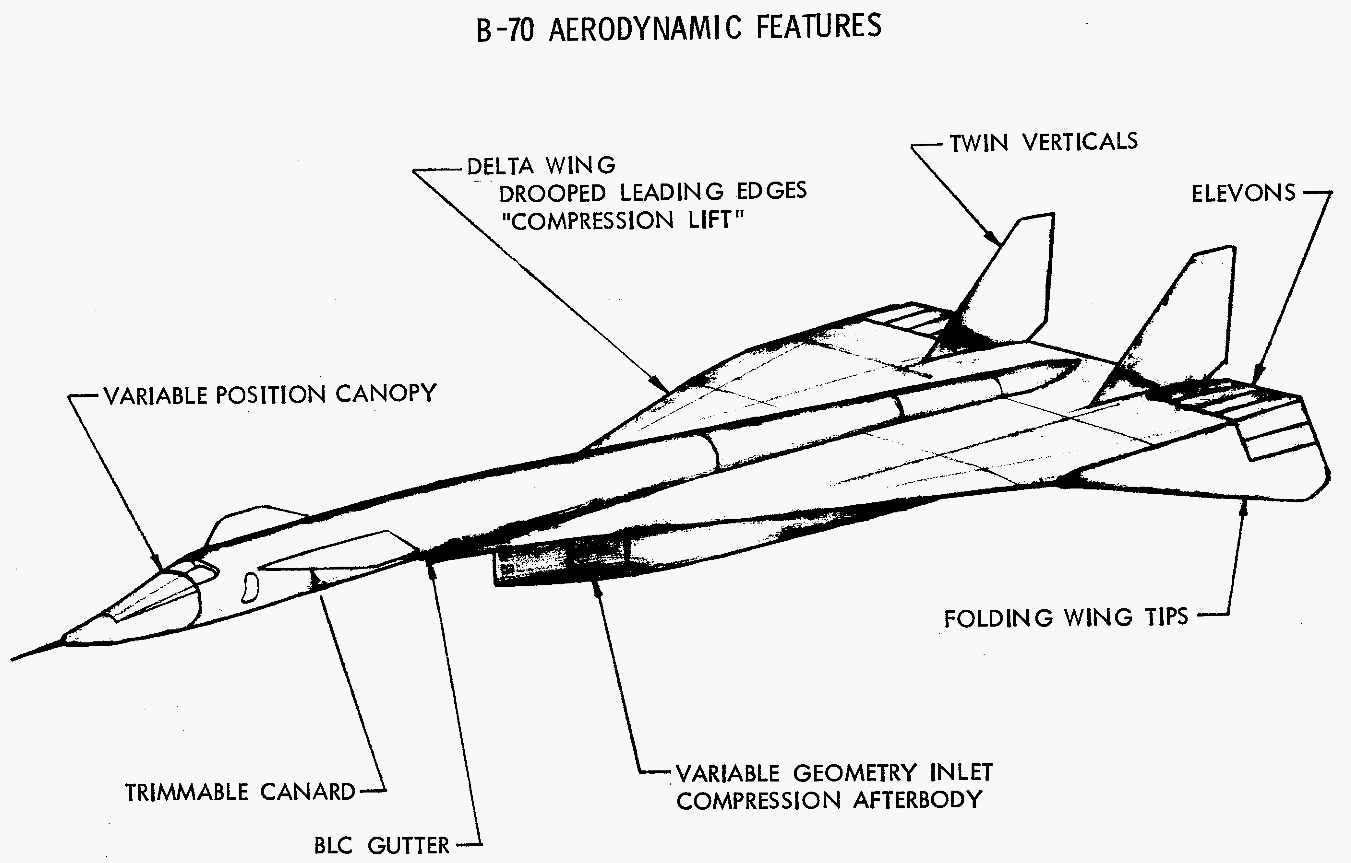
XB-70.